# 't Woud (Nijkerk)
 't Woud is een buurtschap in de gemeente Nijkerk, in de Nederlandse provincie Gelderland. Het gehucht heeft ongeveer 35 huizen met circa 90 inwoners.
't Woud heeft geen plaatsnaamborden en ligt ten noordwesten van Voorthuizen en noordoostelijk van Appel.
Stad: Nijkerk      Dorpen: Hoevelaken · Nijkerkerveen

Buurtschappen: Achterhoek · Appel · Bontepoort (deels) · Doornsteeg · Driedorp · Holk · Holkerveen · Kruishaar · Nekkeveld · Palestina · Prinsenkamp · Slichtenhorst · De Veenhuis · 't Woud · Wullenhoven 

Gelderland: Steden en dorpen in Gelderland      Nederland: Provincies · Gemeenten